# Marie Collier
Marie Collier (Ballarat, 16 de abril de 1927 - Londres, 8 de dezembro de 1971) foi uma soprano australiana.
Marie Collier nasceu em Ballarat, Victoria. Fez sua estréia como cantora em 1952 cantando o papel de Santuzza em Cavalleria Rusticana na Ópera do Teatro Nacional, uma companhia em Melbourne. Ela acabou se tornando a cantora principal da casa entre 1953 e 1954, fazendo um total de setenta e cinco performances em Melbourne, Sydney.
Collier se mudou para Milão em 1955, onde ela fez uma audição com Lord Harewood. Consequentemente foi oferecido um contrato a ela como membro regular da Companhia de Ópera de Covent Garden. Ela então, fez sua estréia no Royal Opera House, Covent Garden como Primeira Lady em Die Zauberflöte em 1956, estreou entre outros The Makropulos Case' e Sadler's Wells (12 Fevereiro 1964) e Katerina Ismailova (2 Dezembro 1963).
Ela também cantou as óperas La Bohème (Puccini), Les Tales d'Hoffmann (Offenbach), Turandot (Puccini), La Traviata (Verdi), Madama Butterfly (Puccini) e Tosca (Puccini) - todos no Covent Garden.
Ela ficou conhecida por interpretar Tosca no Covent Garden no ano de 1965. Quando Maria Callas cancelou três apresentações na casa, Collier foi chamada para substituí-la, sendo muito ovacionada.
Em 1967 ela ganhou o papel de Christine Mannon na estréia mundial de Mourning Becomes Electra de Martin David Levy no Metropolitan Opera, cantando ao lado de Evelyn Lear e Sherrill Milnes.
Em 1968 ela participou da primeira ópera televisionada na Austrália, com Donald Smith e Tito Gobbi, gravou ainda a Electra de Richard Strauss, com Birgit Nilsson no principal papel titular.

Marie Collier faleceu em Londres aos 44 anos de idade.